# Чехословакия на зимних Олимпийских играх 1992
Чехословакия принимала участие в Зимних Олимпийских играх 1992 года в Альбертвиле (Франция) в шестнадцатый раз за свою историю, и завоевала три бронзовые медали.

## Бронза
- Прыжки с трамплина, мужчины — Томаш Годер, Франтишек Еж, Ярослав Сакала, Йиржи Парма.
- Фигурное катание, мужчины — Петр Барна.
- Хоккей, мужчины.